# Thomas Nowell
Thomas Nowell (1730 ? - 23 septembre 1801) est un pasteur, historien et polémiste religieux d'origine galloise.

## Biographie
Nowell est le fils de Cradock Nowell de Cardiff. Il entre au Oriel College d'Oxford en 1746 et en 1747 il remporte l'exposition du Duc de Beaufort. Il obtient un baccalauréat ès arts en 1750, une exposition en 1752 et sa maîtrise ès arts en 1753. Nowell est nommé membre d'Oriel en 1753 et est trésorier junior du collège entre 1755 et 1757, trésorier principal entre 1757 et 1758 et doyen entre 1758 et 1760 et de nouveau en 1763.
En 1759, Benjamin Buckler prêche un sermon désinvolte au All Souls College d'Oxford, intitulé Elisha's Visit to Gilgal, and his Healing the Pot of Pottage, Symbolically Explain'd. En 1760, Nowell écrit une réfutation anonyme intitulée Une thèse sur cette espèce d'écriture appelée humour, lorsqu'elle est appliquée aux sujets sacrés, qui soutient que les sujets bibliques méritent d'être traités avec «décence et sérieux» au lieu de l'humour et de la légèreté.
Entre 1760 et 1776, Nowell est orateur public de l'Université d'Oxford. Oriel nomme Nowell au poste de surveillant junior à l'université en 1761, et Nowell passe de nombreuses années en tant que secrétaire du chancelier de l'université. En 1764, il devient directeur de St Mary Hall et obtient à la fois un baccalauréat en théologie et un doctorat en théologie le même mois de sa nomination en tant que directeur. En 1764, Nowell épouse Sarah Munday (la fille de Sir Thomas Munday, tapissier d'Oxford) et a un fils, Thomas, qui meurt dans son enfance en 1768. En se mariant, Nowell démissionne de sa bourse à Oriel. En 1771, Lord North le nomme à la chaire Regius d'histoire moderne à Oxford, poste qu'il occupe, ainsi que la direction de St Mary Hall, jusqu'à sa mort en 1801.